# Psydrax fasciculata
Psydrax fasciculata är en måreväxtart som först beskrevs av Carl Ludwig von Blume, och fick sitt nu gällande namn av Aaron Paul Davis. Psydrax fasciculata ingår i släktet Psydrax och familjen måreväxter.
Artens utbredningsområde är Java. Inga underarter finns listade i Catalogue of Life.